# Racing Club de France
O Racing Club de France, conhecido também como Racing de Paris, é um clube polidesportivo francês. Sua sede fica na cidade de Paris. Inicialmente um clube de atletismo, atualmente possui 17 seções esportivas. A mais proeminente, na atualidade, é a de rugby union, denominada Racing Métro 92, que manda suas partidas na cidade de Nanterre (ao centro-oeste da metrópole da Grande Paris, no Paris La Défense Arena).
Seu departamento de futebol, conhecido também como Racing Colombes 92 por sediar-se por sua vez na cidade de Colombes (ao noroeste da Grande Paris, em cujo estádio olímpico sediou-se as finais do futebol nos Jogos Olímpicos de Verão de 1924 e da Copa do Mundo FIFA de 1938), guarda longa tradição: por cinquenta anos, foi o único clube parisiense a ter vencido a Ligue 1, na temporada 1935-36, sendo igualado na de 1985-86 pelo Paris Saint-Germain. E até 2015 permaneceu como único time da capital a conseguir a chamada "dobradinha", isto é, as conquistas somadas do campeonato com a da Copa da França em uma mesma temporada; além de ter vencido igualmente em 1935-36 este outro troféu, conquistou-o outras quatro vezes.[carece de fontes?]
Embora o último título na Copa da França date da temporada 1948-49, o total de cinco títulos nesse torneio faz o Racing ainda ser seu quarto maior vencedor, juntamente com Monaco, Lyon, que igualaram-lhe respectivamente em 1991 e em 2012, e ao vizinho Red Star. Chegou a ser o segundo maior campeão da copa nacional, atrás do Olympique de Marselha (vencedor pela sexta vez ainda em 1943 e atualmente com dez títulos). Posteriormente, foi superado pelo Saint-Étienne em 1977 e pelo Lille em 2011, ambos com exatos seis títulos, e pelo PSG (treze vezes campeão à altura de 2020) em 2004.[carece de fontes?]
O futebol do Racing teve certa força até o início da década de 1960, quando registrou uma das maiores goleadas da história da Ligue 1 (11-2 no Metz) e venceu a própria seleção brasileira.[carece de fontes?] Assim, o prestígio do clube até aquele momento já havia inspirado a criação de times denominados de Racing por toda a França, em especial o Racing Club de Lens e o Racing Club de Strasbourg, e também mundo afora - a exemplo do Real Racing Club de Santander (Espanha), o Koninklijke Racing Club Genk (Bélgica), o Racing Club de Montevideo (Uruguai); e, mais notavelmente, o Racing Club argentino da cidade de Avellaneda, um dos cinco grandes de seu país, sendo por sua vez inspiração para outras equipes de mesmo nome por lá - com o Club Atlético Racing de Córdoba chegando a ser vice-campeão nacional em 1980. Contudo, após sérias crises financeiras, o futebol do Racing de Paris se encontra em divisões amadoras. Atualmente disputa o Championnat National 2, equivalente à quarta divisão.

## Futebol

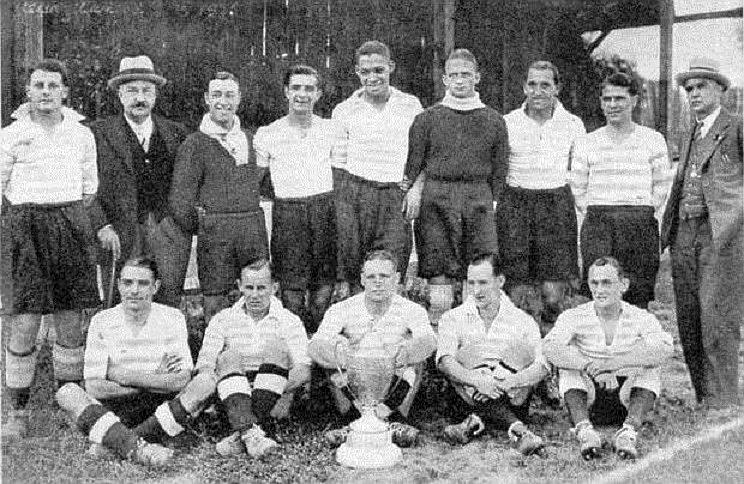
O Racing que venceu em 1936 seus primeiros títulos na Ligue 1 (ainda seu único) e na Copa da França.

O primeiro sinal de força do futebol do Racing deu-se na década de 1900, quando obteve um título (em 1907) e diversos vice-campeonatos (em 1902, 1903 e 1908, além de outro em 1911) no campeonato organizado pela União das Sociedades Francesas de Esportes Atléticos, o mais prestigiado entre os diversos campeonatos simultâneos das diferentes entidades de futebol que existiam na França até a fundação em 1919 da Federação Francesa de Futebol (a FFF).
Ao longo da década de 1910 e da década de 1920 outros clubes de Paris foram mais vencedores, especialmente o Red Star e o Stade Français. O Racing teve seu maior momento com o vice-campeonato da Copa da França da temporada 1929-30, quando esse torneio era a principal competição do futebol no país - entre a paralisação de um primeiro modelo de campeonato francês organizado pela FFF após a temporada 1928-29 e a introdução da Ligue 1 na temporada 1932-33, na qual o Racing foi um dos clubes fundadores. Seu auge veio entre a metade final da década de 1930 e o fim da década de 1940, período que concentrou seus troféus mais proeminentes: na temporada 1935-36, obteve de uma vez sua primeira conquista tanto na Ligue 1 como na Copa da França, vencida também em 1939, 1940, 1945 e 1949. Nos anos 30, o Racing ainda conseguiu três vezes o terceiro lugar, incluindo um onde terminou a um ponto do título (na temporada 1936-37). A conquista da Copa em 1945 deu-se na antevéspera do Dia da Vitória na Europa, quando a Segunda Guerra Mundial terminou naquele continente; o clube ainda seria vice desse torneio em 1950. Em fevereiro desse mesmo ano, recebeu o Racing de Avellaneda em amistoso entre os vencedores de 1949 da Copa da França e do campeonato argentino.
Com o fim da guerra, o futebol parisiense foi entre a década de 1940 e a década de 1960 representado em especial por um trinca do Racing com Red Star e Stade Français, com o Racing mostrando-se a equipe mais forte localmente - embora sofresse já na temporada 1952-53 um primeiro rebaixamento. O clube voltou imediatamente e obteve uma sequência de boas campanhas no fim da década; na temporada 1955-56, ficou a quatro pontos do título, apesar do sexto lugar e foi quarto colocado na seguinte antes de fazer-se presente seguidamente no pódio: embora não voltasse nunca a ser campeão, foi terceiro colocado em 1957-58 e 1958-59 (anos em que também venceu o Torneio de Paris de Futebol, organizado pelo clube) e vice em 1960 e em 1961. O vice em 1960 veio por apenas um ponto a menos e o de 1961, somente nos critérios de desempate.
Ainda sob esse ciclo, o clube chegou a receber e vencer (por 2-0) em seu estádio olímpico em Colombes a Seleção Brasileira de Futebol, em 1963. Por pedido do técnico Aymoré Moreira, três jogadores do Brasil jogaram pelo Racing naquele dia: Lima (que atuou pela seleção na mesma partida), Zequinha e Gérson. Os gols foram de Guy Van Sam e François Heutte.[carece de fontes?] Todavia, foi rebaixado logo depois, ao fim da temporada 1963-64, chegando a cair à terceira divisão já em 1965-66.

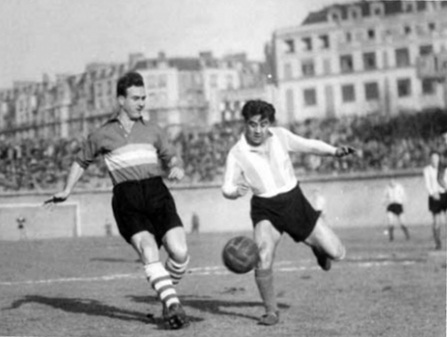
Encontro de Racings no Parc des Princes, em 1950, com o francês recebendo o Racing de Avellaneda (de listras verticais), cujo nome foi inspirado no parisiense. O uruguaio Rubén Paz jogou nos dois.

A decadência veio conjuntamente à dos dois rivais tradicionais;  nenhum clube da capital francesa vinha sendo capaz de mudar a percepção então enraizada de que o futebol em Paris sera visto como algo mais "para se assistir" do que propriamente para se torcer, segundo apontamento feito em 2010 pelo historiador Paul Dietschy no livro Histoire of Football. no fim da década de 1960, o Racing só conseguiu retornar brevemente à elite por intermédio de uma fusão intermunicipal provisória com o Sedan. A medida foi irregular, com duas brigas contra o rebaixamento, mas também um quinto lugar e um terceiro justamente quando a parceria foi desfeita, na temporada 1969-70, com o Sedan mantendo a vaga na elite. O Racing havia cedido seus jogadores profissionais ao Sedan após ter sido rebaixado à quarta divisão na temporada 1966-67, com seu time amador competindo à parte nessa divisão, sem êxito.
Na década de 1970, o Racing passou a rivalizar com a ascensão do novato Paris Saint-Germain, quase cem anos mais jovem, mas criado em contraposição exatamente por uma ambição local em fomentar uma equipe para representar com força a cidade. O Racing obteve o acesso à terceira divisão ao fim da temporada 1977-78 e, por intermédio de uma fusão provisória com o Paris Football Club, reapareceu na segunda divisão na temporada 1982-83, sob a denominação Racing Club de Paris. Passaria por um curto renascimento em meados daquela década de 1980, em que retornou à elite primeiramente na temporada 1984-85, embora fosse logo rebaixado.
O clube voltou a ascender rapidamente da Ligue 2 na temporada 1985-86 (curiosamente, a mesma marcada pelo primeiro título do PSG na elite) e em seu novo regresso à primeira divisão recebeu grandes investimentos da Matra (chegando a ter o nome alterado para Matra Racing). O Racing, porém, não deu o retorno esperado à patrocinadora. Um de seus reforços, o uruguaio Rubén Paz declararia à revista Placar em 1988 que "o futebol de lá não é nada criativo". o mesmo jogador esclarecera à revista El Gráfico que o time recebia público de apenas "três mil pessoas" às quais "dá no mesmo se ganhas ou perdes" - indiferença que, somada às poucas oportunidades que tinha, o faziam sentir-se "um fracassado" a ponto de preferir trocar Paris pelo futebol argentino, onde curiosamente viraria grande ídolo do grande clube de mesmo nome. A melhor colocação seria o sétimo lugar na temporada 1987-88.

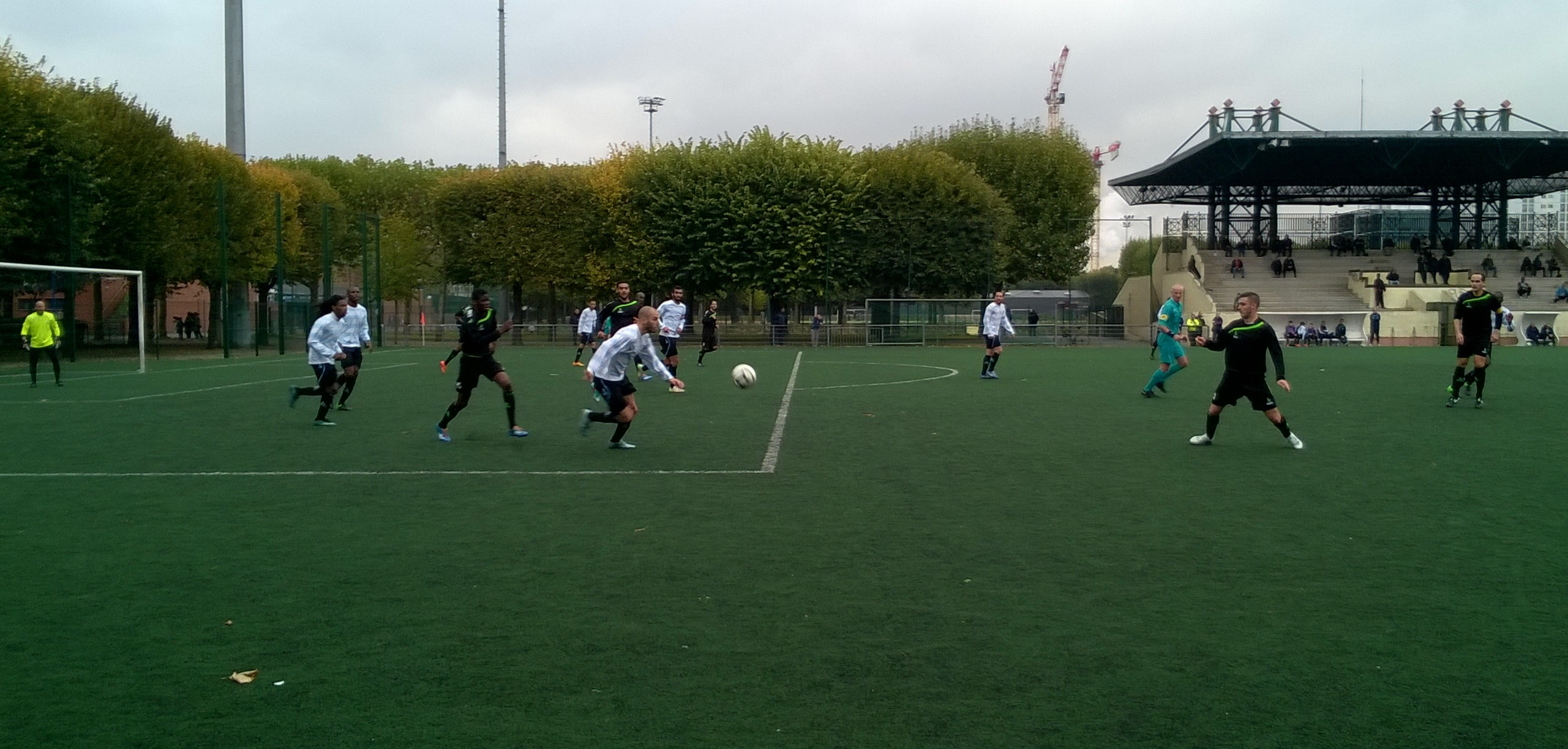
Jogo do Racing em 2015 pela quinta divisão francesa.

A falta de apelo ao público naturalmente contribuiu para que a tentativa de renascimento falhasse, mesmo que o Racing tenha contado naquele período com outros craques de nível das maiores seleções do mundo - como os franceses Philippe Mahut, Maxime Bossis, Luis Fernández, Vincent Guérin e David Ginola (os três últimos, com estadia também no PSG), os argelinos Rabah Madjer e Halim Benmabrouk, o camaronês Eugène Ekéké, o alemão Pierre Littbarski e outro uruguaio, Enzo Francescoli, além do treinador português Artur Jorge (vindo em 1987 do do Porto recém-campeão da Liga dos Campeões da temporada anterior e posteriormente empregado também pelo PSG na década de 1990). A Matra deixou o Racing ao fim da temporada 1988-89 e o clube só durou mais uma na primeira divisão,. Curiosamente, enquanto era rebaixado na Ligue 1 de 1989-90, o time pôde após quarenta anos retornar (pela última vez) à final da Copa da França, mas terminou derrotado pelo Montpellier.
O rebaixamento na elite de 1989-90 levou o time diretamente à terceira divisão para a temporada de 1990-91, diante da decisão da diretoria em retirar-se do futebol profissional. O clube foi rebaixado à quarta ao fim da temporada 1992-93, voltando à terceira ao fim da de 1996-97 e tornando a cair para a quarta ao fim da de 2001-02. O clube chegou a ser promovido à terceira na de 2003-04, mas foi rebaixado administrativamente de volta à quarta na seguinte, embora tenha terminado em sexto no campo. Novo rebaixamento seguido, dessa vez à quinta divisão, veio na temporada 2005-06. Voltando a chamar-se Racing Club de France, o clube logo subiu à quarta na temporada 2006-07.

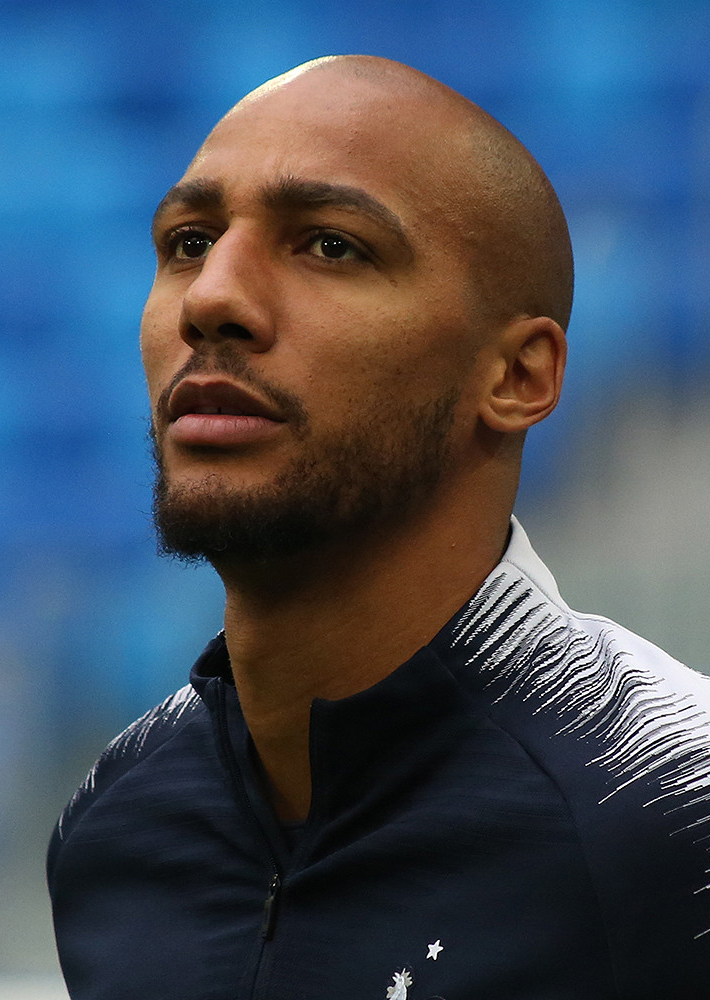
Steven N'Zonzi pela seleção francesa na vitoriosa Copa do Mundo FIFA de 2018. Ele começara nos infantis do Racing.

Em 2007, o departamento de basquetebol do Racing fundiu-se com o do Levallois Sporting Club para formar o Levallois Metropolitans; uma medida similar foi feita posteriormente nos respectivos departamentos de futebol, com gerando o Racing Levallois na temporada 2008-09. Embora tenha ficado em sétimo lugar em seu grupo, o conjunto foi deficitário e rebaixado administrativamente à quinta divisão. Na temporada 2011-12, a parceria desfez-se e o clube renomeou-se oficialmente como Racing Club de France Colombes 92. O time chegou a cair à sexta divisão ao fim da temporada 2012-13, voltando à quinta na de 2016-17, permanecendo nela desde então.
O dérbi com o Paris Saint-Germain, que era o único clássico entre equipes da mesma cidade no país, acabou por ocorrer poucas vezes: as constantes crises do Racing, somadas à falência, o tiraram de cena, enquanto o rival solidificou-se na elite e ultrapassou o número de títulos dos pingouins, tornando-se a única potência do futebol parisiense. Nesses anos de decadência, os futebolistas mais renomados a passarem pelo Racing foram o volante argentino Tino Costa, que ali deu sequência a uma carreira incomum iniciada no Racing da colônia francesa de Guadalupe; e o meia Steven N'Zonzi - este, nas categorias infantis, rumando depois às do PSG. Ambos futuramente defenderam as seleções de seus países, com N'Zonzi integrando o plantel vencedor da Copa do Mundo FIFA de 2018.
| HONRARIAS | HONRARIAS                     | HONRARIAS | HONRARIAS                                    |
|           | Competição                    | Títulos   | Temporadas                                   |
| --------- | ----------------------------- | --------- | -------------------------------------------- |
|           | Taça Olímpica                 | 1         | 1982                                         |
| NACIONAIS |                               |           |                                              |
|           | Competição                    | Títulos   | Temporadas                                   |
|           | Campeonato Francês de Futebol | 1         | 1935-36                                      |
|           | Copa da França                | 5         | 1935-36, 1938-39, 1939-40, 1944-45 e 1948-49 |

Outros títulos
- Torneio Internacional de Paris: 1958 e 1959.

## Rugby Union

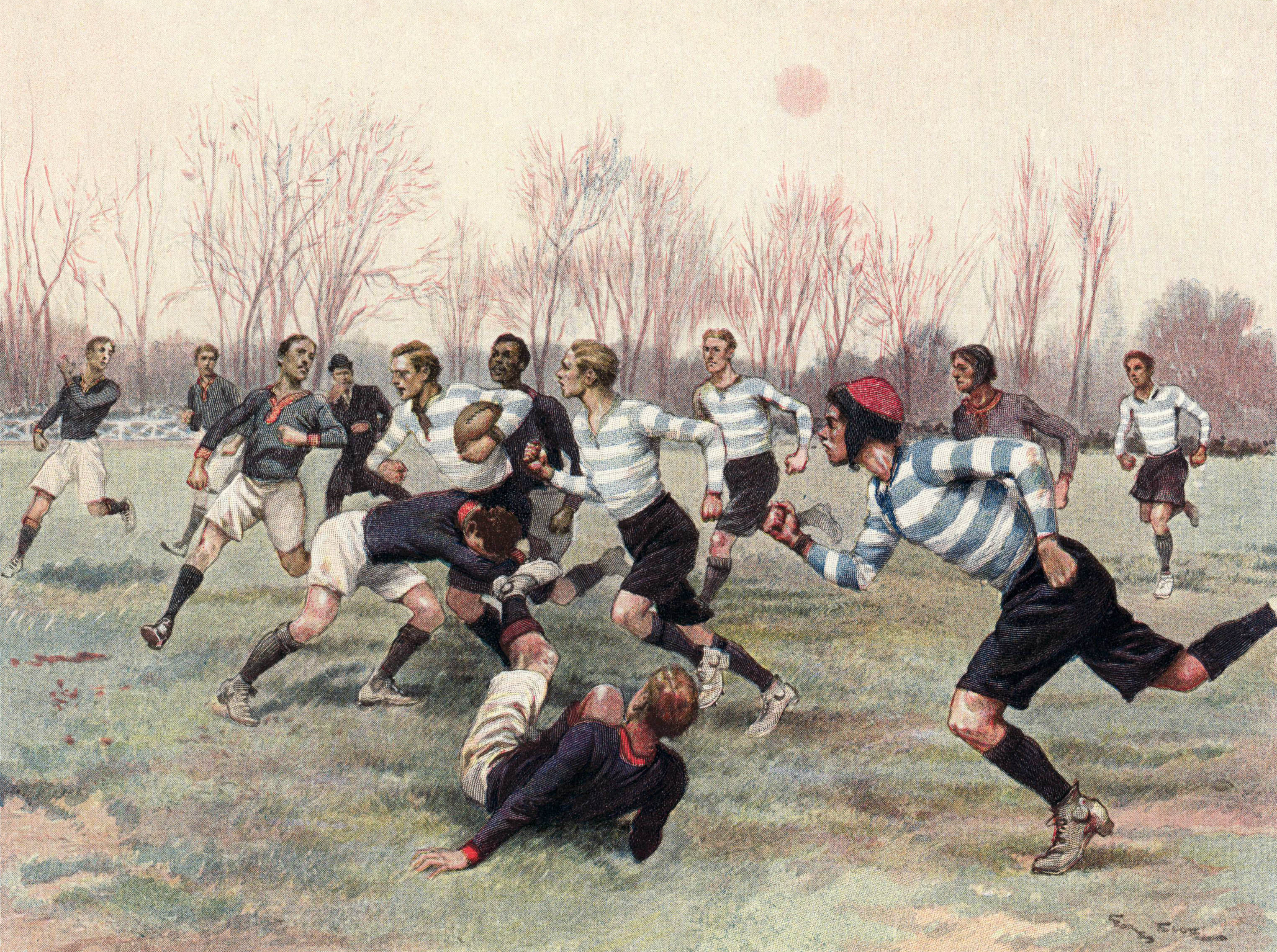
Pintura reproduzindo um clássico parisiense com o Stade Français, no rugby union.

O departamento de rugby union é pentacampeão nacional, mas com largos jejuns no século XX. Profissionalizou-se após fusão com outro clube, o Métro, e disputa desde 2009 o Top 14, o campeonato francês do esporte, para o qual vem realizando grandes investimentos a fim de sempre estar entre os favoritos. Um dos primeiros grandes reforços foi o veterano ícone nacional Sébastien Chabal, que, todavia, não recuperou o nível de outrora, ficando inclusive de fora da Copa do Mundo de Rugby de 2011.
Em 2015, o clube contratou o abertura neozelandês Dan Carter e tornou-o o jogador mais bem pago do mundo nesse esporte. Carter é o maior pontuador do rugby union internacional, três vezes eleito o melhor jogador do mundo e venceu a Copa do Mundo naquele ano. Seu salário anual no Racing é de 1,4 milhões de euros. Ele foi decisivo para que o clube chegasse à final da Liga dos Campeões de 2015-16, em maio, embora fosse derrotado pelo Saracens.
Ainda assim, no mês seguinte o clube pôde comemorar o fim do jejum nacional: em junho, o Racing foi campeão francês pela primeira vez desde 1990 com Carter garantindo a maioria dos pontos na decisão, histórica por também chegar a um recorde mundial de público em uma partida de clubes de rugby, cerca de cem mil pessoas no Camp Nou. O clube ainda voltou a uma nova final europeia na temporada 2017-18, mas, perdendo Carter por lesão em pleno aquecimento, foi novamente derrotado, dessa vez para o Leinster, o maior vencedor da Liga dos Campeões. Dois anos depois, o Racing retornou a uma outra final, já sob a impressão de não ter problemas em contratar grandes jogadores e sim em fazê-los render em conjunto. Os parisienses, novamente, ficaram com o vice-campeonato, ao fim de um jogo equilibrado onde um início visivelmente nervoso mesmo contra uma equipe estreante em finais, o Exeter Chiefs, terminou pesando.

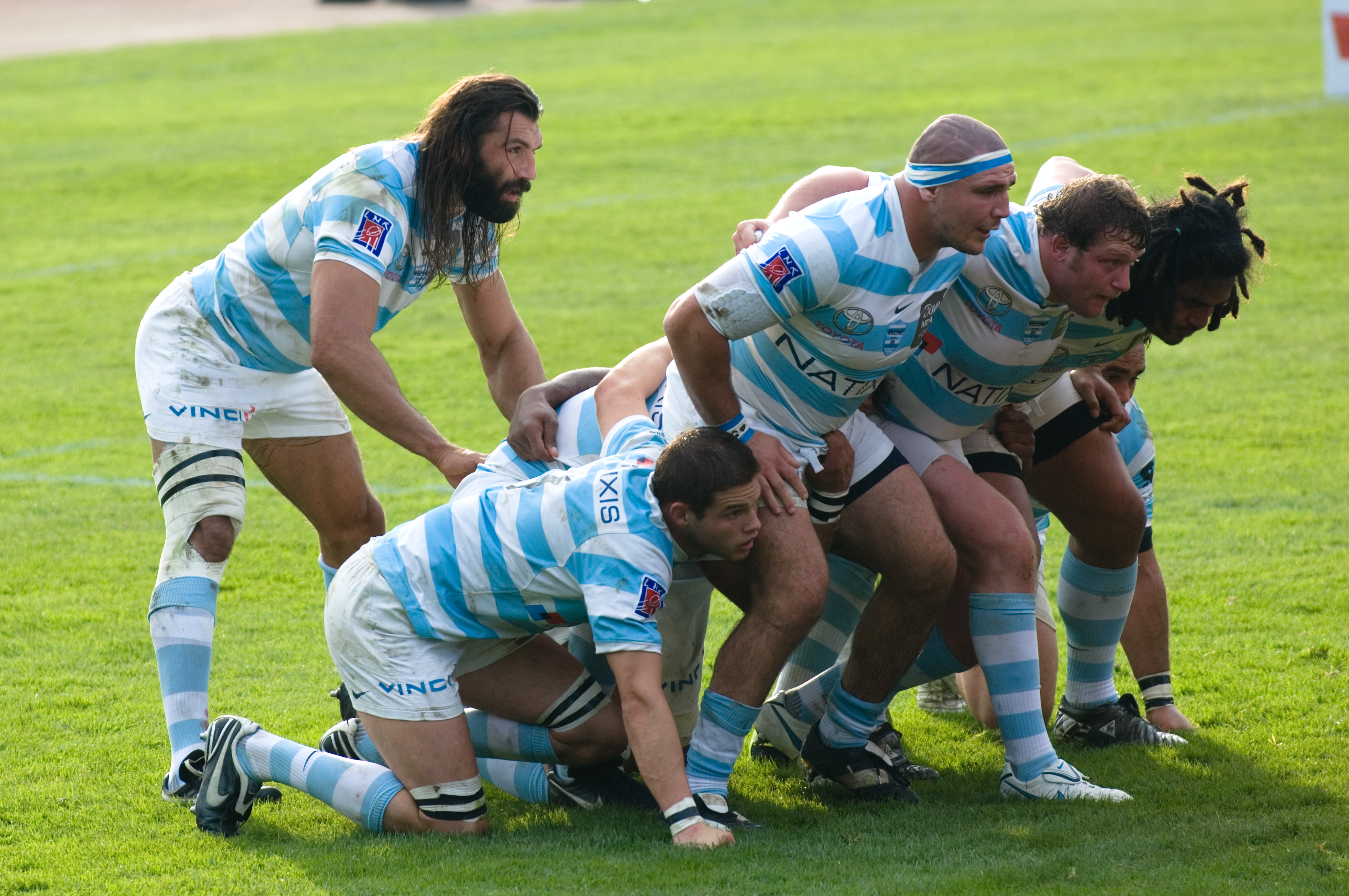
Jogadores do Racing Métro antes de um scrum em partida de 2009, já na elite francesa, contra o Stade Toulousain. O jogador mais atrás é o astro Sébastien Chabal.

Nesse esporte, seu rival é o mesmo Stade Français com quem disputava clássicos no futebol. Este, após 90 anos de decadência também com a bola oval, renasceu na década de 1990 e, com treze títulos nacionais e dois vices europeus, é um dos gigantes deste esporte na França e na Europa. Os dois clubes, apesar dos seguidos títulos franceses em 2015 (Stade) e em 2016 (Racing), chegaram a anunciar uma fusão em 2017 como solução a uma crise econômica conjunta, a desencadear até greve dos jogadores. A proposta, porém, foi imediatamente criticadíssima pelas duas torcidas rivais e logo abortada. O presidente do Racing reconheceu publicamente que "as condições sociais, políticas, culturais, humanas e esportivas não estavam reunidas" para viabilizar a proposta. O Paris Saint-Germain, curiosamente, chegou a também possuir uma seção de rugby, na mesma década de 1990, mas da modalidade rugby league.

### Títulos
- Campeonato Francês de Rugby Union: 1892, 1900, 1902, 1959, 1990, 2016
- Campeonato Francês de Rugby Union - Segunda Divisão: 2009

## Basquetebol

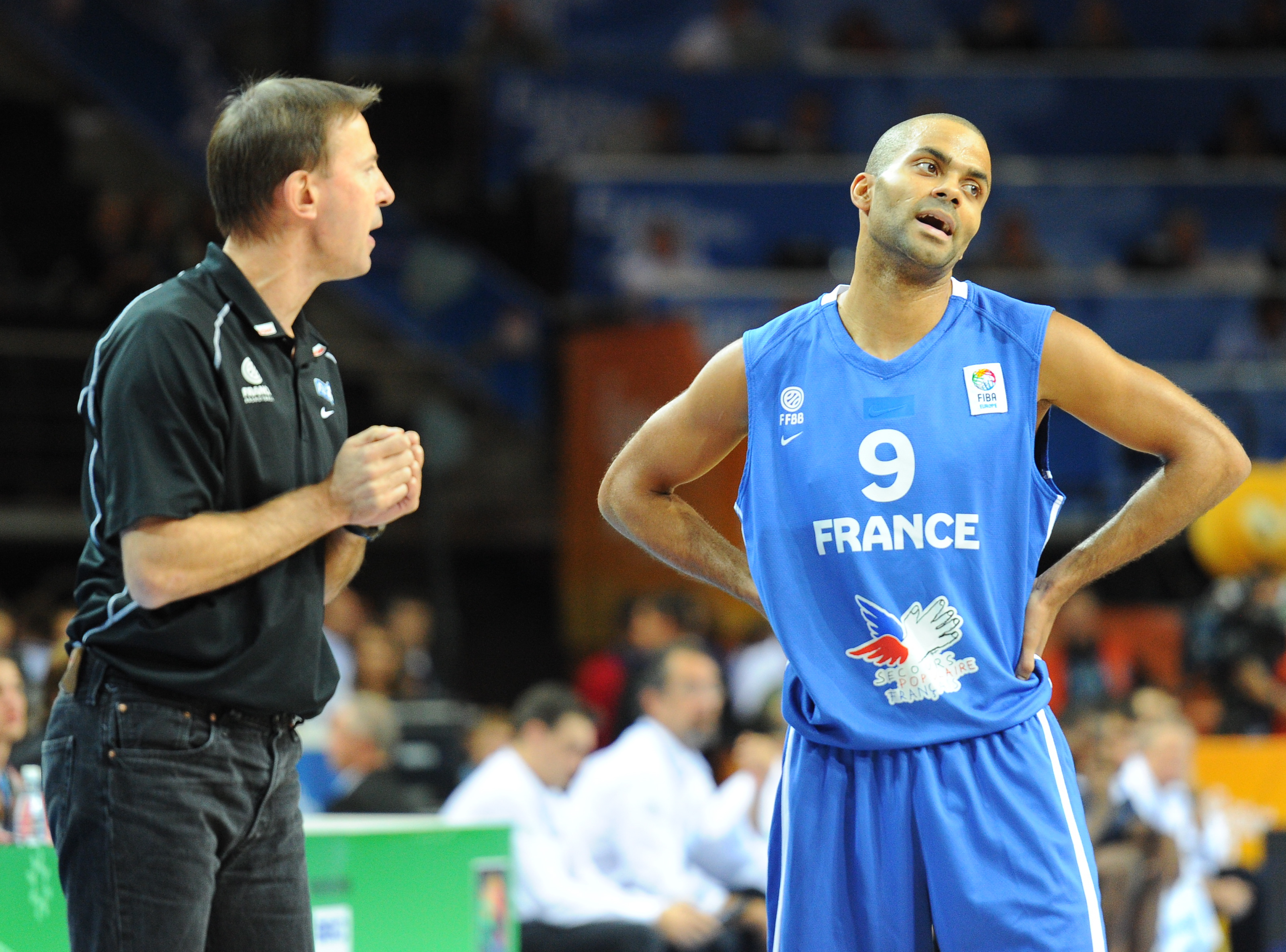
Tony Parker pela seleção francesa no EuroBasket de 2011. Ele foi revelado pelo Racing na década de 1990.

O departamento de basquetebol, conhecido como Paris Basket Racing, foi criado apenas em 1922. Na década de 1990, fundiu-se, curiosamente, com o departamento do Paris Saint-Germain, contra quem realizara dérbis no futebol na década anterior. A relação durou de 1992 a 2000 e nesse período a equipe foi denominada Paris Saint-Germain Racing Basket, ganhando uma Liga Francesa de Basquetebol, em 1997, e sendo duas vezes finalista da Copa da França, em 1993 e em 2000. Nesse período, o PSG Racing contou com alguns dos mais prestigiados jogadores da França, casos de Tony Parker, revelado aos 17 anos pelo time; Laurent Sciarra, Richard Dacoury  e Yann Bonato.
Em 2007, o Basket Racing fundiu-se com outro clube, o Levallois Sporting Club, dando origem ao atual Levallois Metropolitans.

### Títulos
- Liga Francesa de Basquetebol: 1951, 1953, 1957 e 1997
- Liga Francesa de Basquetebol - Segunda Divisão: 1936, 1954, 1977 e 1985
- Copa da França: 2013 (como Levallois Metropolitans)